# Klaragymnasiet (Blekinge)
Klaragymnasiet är en regional specialskola, som drivs via kommunförbundet “Cura” som motsvarar Region Blekinges utbrednad. Skolan erbjuder internat, och gymnasiestudier för elever med autismspektrumtillstånd. Eleverna erbjuds en autismanpassad miljö, och stöd med målet att öka elevernas oberoende. Skolan arbetar mycket med boendeutbildning, under de två första åren bor man på elevhem med olika sysslor, och det sista året så bor eleverna i  en egen lägenhet, där de ska tränas in i ett självständigt vardagsliv.
Skolan har kapacitet för 32 elever, varav 26 på internatet. Eleverna bor på internatet varannan helg, och skolan erbjuder olika fritidsaktiviteter för att främja elevernas sociala utveckling.